# Perrierosedum
Perrierosedum — род суккулентных растений семейства Толстянковые.

## Распространение
Родной ареал: Мадагаскар.

## Таксономия
Perrierosedum (A.Berger) H.Ohba, J. Fac. Sci. Univ. Tokyo, Sect. 3, Bot. 12: 166 (1978).

## Виды
По данным сайта POWO на 2022 год, род включает один подтвержденный вид:
- Perrierosedum madagascariense (H.Perrier) H.Ohba

#### Синонимы
Homotypic
- Sedum madagascariense H.Perrier (1923)